# بالیسور

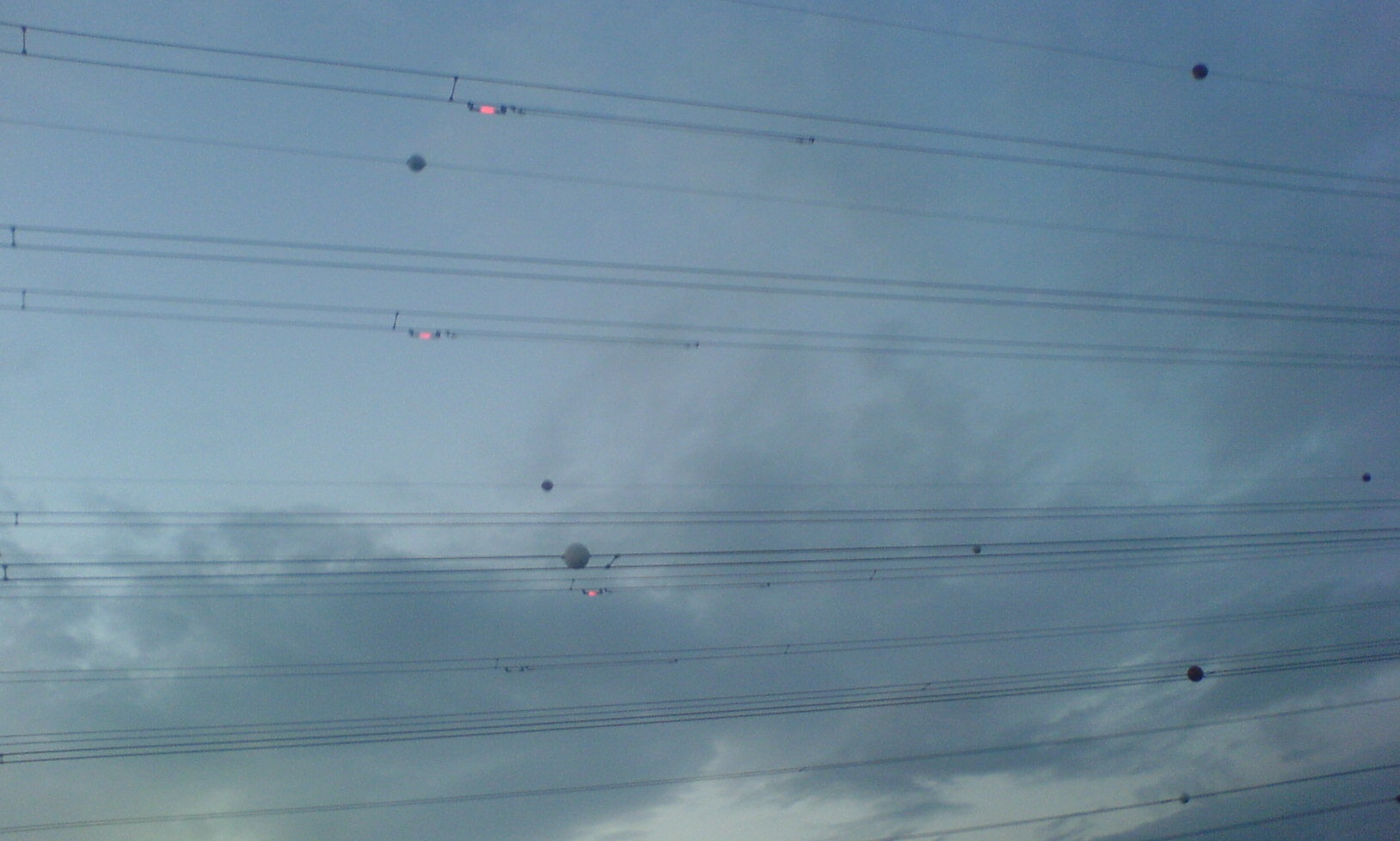
عکسی که چراغ‌های بالیسور را در حال استفاده در کابل‌های ولتاژ بالا نشان می‌دهد

بالیسور سیستمی از چراغ‌های روشنایی برای خطوط برق فشار قوی است که از یک لامپ نئون کم فشار کاتد سرد استفاده می‌کند، که به عنوان چراغ هشدار هواپیما استفاده می‌شود.
کابل‌های برق فشار قوی، به ویژه آنهایی که نزدیک به فرودگاه‌ها هستند، باید در روز و شب قابل مشاهده باشند. در طول روز، توپ‌های رنگی روشن که با نام گوی نشانگر که در طول کابل‌ها قرار گرفته‌اند کافی است، اما در طول شب، روشنایی لازم است. این چراغ‌ها با درخشیدن قرمز، رنگ استانداردی که در هوانوردی برای چراغ‌های هشدار استفاده می‌شود، این روشنایی را فراهم می‌کنند. این سیستم از روی کابلی که بالیسور بر رویش نصب شده‌است تغذیه می‌کند.